# 吉納岩非鯽
吉納岩非鯽，為輻鰭魚綱鱸形目隆頭魚亞目慈鯛科的其中一種，分布於非洲馬拉威湖流域，為特有種，體長可達13.1公分，棲息在岩石底質水域，以刮食岩石的藻類為食，生活習性不明，可作為觀賞魚。

## 外部連結
- Kasembe, J. 2005. Petrotilapia genalutea. 2006 IUCN Red List of Threatened Species（页面存档备份，存于）. Downloaded on 4 August 2007.